# Nautilida
Nautilida — ряд головоногих молюсків з підкласу наутилоїдей (Nautiloidea).

## Систематика та еволюційна історія
Ряд представлений однією сучасною родиною з 6 сучасними видами у двох родах. Крім того, відомо понад 160 родів з 22 родин у викопному стані. Ряд виник на початку девонського періоду. Предками Nautilida різні автори вважають Oncocerida, або Acleistoceratidae, або Brevicoceratidae. Ряд процвітав у кам'яновугільному, пермському і тріасовому періодах. Під час тріасового вимирання вимерли майже всі представники підкласу наутилоїдей (Nautiloidea). Відомий лише один рід Cenoceras з Nautilida, що пережив цей період. У юрському та крейдовому період ряд знову став різноманітним. Крейдове вимирання пережило три родини. У періоді з палеоцену по міоцен ряд був відносно чисельним та поширеним по всьому світі, але сьогодні він включа тільки два роди, Nautilus і Allonautilus, та поширений лише на південному заході Тихого океану та в Індійському океані.

## Опис
Nautilida мають спірально-згорнуту раковину і дуже великі ділянки прикріплення мускулатури в житловій камері, що відрізняє їх від інших рядів наутилоїдей. Раковини, в основному, гладкі. Раковину викопного Nautilida досить легко відрізнити від раковини амонітів. У наутилусів рівні увігнуті (лінзоподібні) перегородки між камерами, їх край прикріпляється до стінки раковини відносно прямої. Перегородки можуть бути і вигнутими, але ці вигини рівні і плавні, на відміну від складок на перегородках амонітів, які роблять лінію кріплення до стінки раковини амоніта сильно розсіченою. Крім того, у наутилід сифон, як правило, проходить на певній відстані від стінки раковини, а в амонітів він розташовується прямо під стінкою.
У Nautilida дуже потужний щелепний апарат, причому передні частини обох щелеп посилені спеціальними кальцитовими елементами. Ці елементи, які в викопному стані зазвичай знаходять окремо від раковин, називають ринхолитами і конхоринхами. Подібні елементи є також в аммоноідей.